# 湖南师范大学出版社
湖南师范大学出版社是位于中华人民共和国湖南省长沙市的一家出版公司，创建于1989年，由湖南省教育厅主管，湖南师范大学主办。

## 历史沿革
1989年4月20日，湖南师范大学出版社创建。
2009年8月11日，被国家新闻出版署评为国家一级出版社（全国百佳图书出版单位）。

## 出版物
出版社已出版图书3800余种，特色图书版块有：社科学术经典、大中小学教材、教师教育和中小学教辅类图书等。
- 中小学教材：《思想品德》(后改为《道德与法治》)、《体育与卫生》《初中信息技术》《写字》《小学计算机》等。

- 大学教材：《英语阅读技巧与实践》、汉语言文学系列教材、高等院校动画专业精品教程、体育教育等。

- 大中小学教学配套用书和教学辅导用书。

- 湖湘文化研究著作：《湖湘文库》、《湘方言研究》等丛书。

- 国家或省部级奖励图书：《洞庭湖脊椎动物监测及鸟类资源》、《黑洞物理学》、《领略传统学术的魅力》、《中国基础教育60年》、《国歌》等。

- 其他：《清季外交史料》、《湖南大型真菌图鉴》、《三国志今注今译》、《三千年人物智慧故事》、《奥林匹克数学专题研究》等。